# Dülmener Herbstrosenapfel
Dülmener Herbstrosenapfel ist eine Sorte des Apfels (Malus domestica). Sie entstand wahrscheinlich in Dülmen um 1870 aus einem Sämling der Sorte „Weißer Astrachan“. Synonyme für die Sorte sind „Dülmener Rosenapfel“, „Dülmener Rose“ oder „Dülmer Rose“.
Rechnungsrat Ludwig Bielefeld beschreibt in den Dülmener Heimatblättern von 1927, dass die Sorte von regionalen Baumschulen geführt wird. Er nennt drei Betriebe, von denen nur noch der letztgenannte existiert:
- Baumschule Gebr. Hanses, Münster-Hiltrup
- Baumschule Lackmann, Olfen
- Baumschule Sennefeld, Senden (richtig: Sennekamp, Anm. d. Verfassers)

Die Baumschule Sennekamp spielt eine besondere Rolle, da die Verbreitung der Sorten – zumindest im westfälischen Münsterland – wahrscheinlich von hier aus begann. Aufgrund ihrer typischen Form wird die Sorte gemäß der Klassifizierung nach Johann Ludwig Christ in die Gruppe der Rosenäpfel, einer Untergruppe der Kalville-Äpfel, eingeteilt. Die Einteilung der Apfelsorten nach diesem System kann als Relikt angesehen werden. Übrig geblieben ist nur der Namenszusatz, wie er sich beispielsweise auch bei Berner Rosenapfel, Moringer Rosenapfel, Virginischer Rosenapfel usw. erhalten hat.
Erstmals bei einer Obstausstellung in den 1870er Jahren in Greiz (Thüringen), seinerzeit ein wichtiges Zentrum des Obstbaus im Deutschen Reich, trat der Dülmener Rosenapfel in Erscheinung.
Im westfälischen Münsterland hat der Dülmener Ingenieur Bahnmeister Bröser an der regionalen Verbreitung maßgeblich mitgewirkt. Er hatte Kontakt zu dem berühmten Apfelforscher Eduard Lucas, dem Gründer des Pomologischen Instituts in Reutlingen (Baden-Württemberg). Bröser schickte Lucas im Jahr 1878 Früchte der „wahrscheinlich neuen Sorten“ mit der Bitte zu, die „noch nicht beschriebene“ Sorte zu untersuchen „und obigen Namensvorschlag“ zu berücksichtigen. Später fanden auch Edelreiser den Weg nach Reutlingen, die aufveredelt wurden, um die Sorte zu testen. Bahnmeister Bröser hielt die neue Sorte für eine Variante des Braunschweiger Pfundsapfels, stellt als Unterschied aber einen „eigenthümlichen aromatischen Duft“ fest.
In den Geisenheimer Mitteilungen von 1911 wird ein Obstzüchter (vielleicht Carl Will) aus Hildburghausen (Thüringen) genannt, der begann, die Sorte in größerer Stückzahl zu vermehren.

## Beschreibung

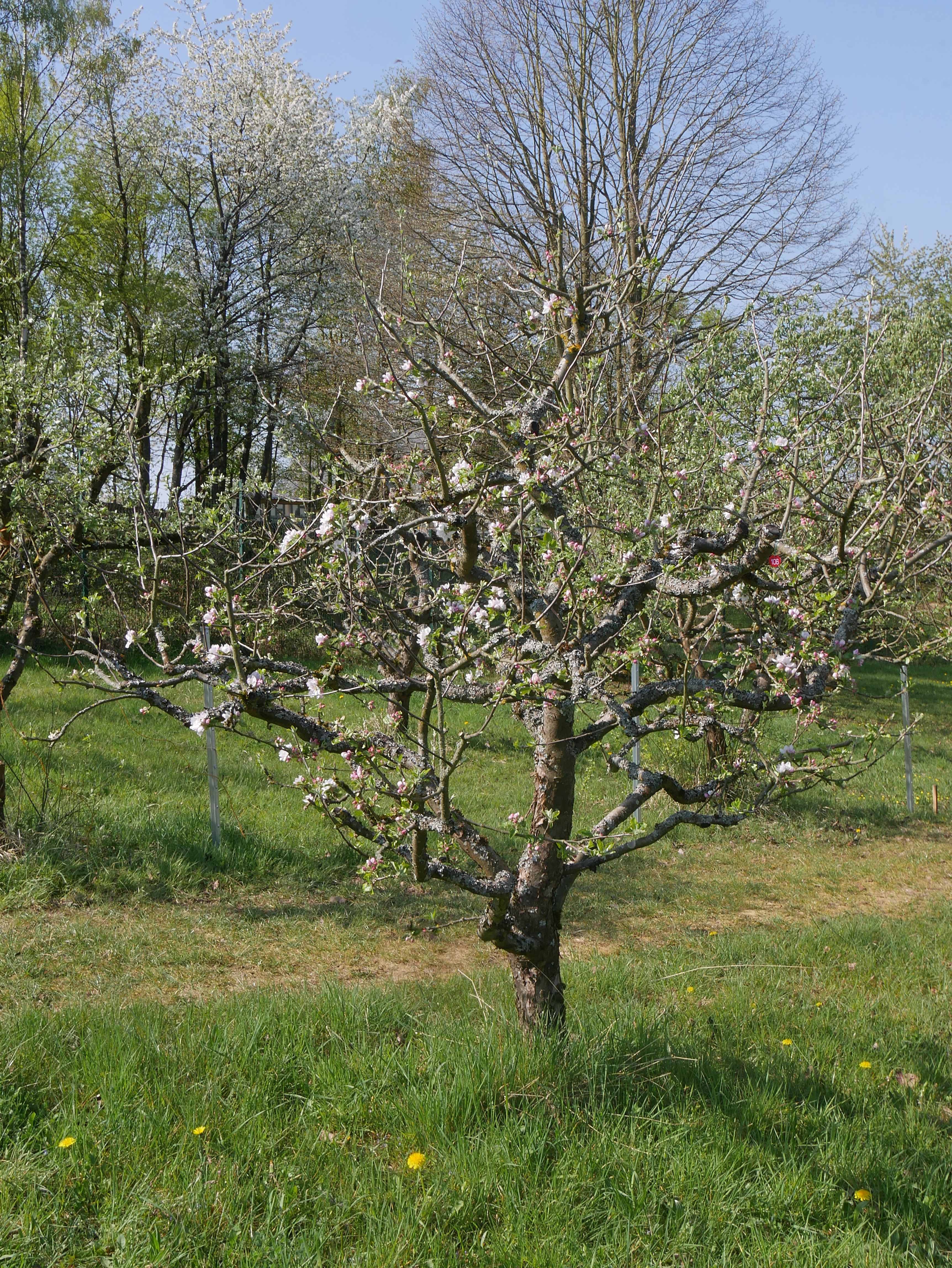
Ganzer Baum
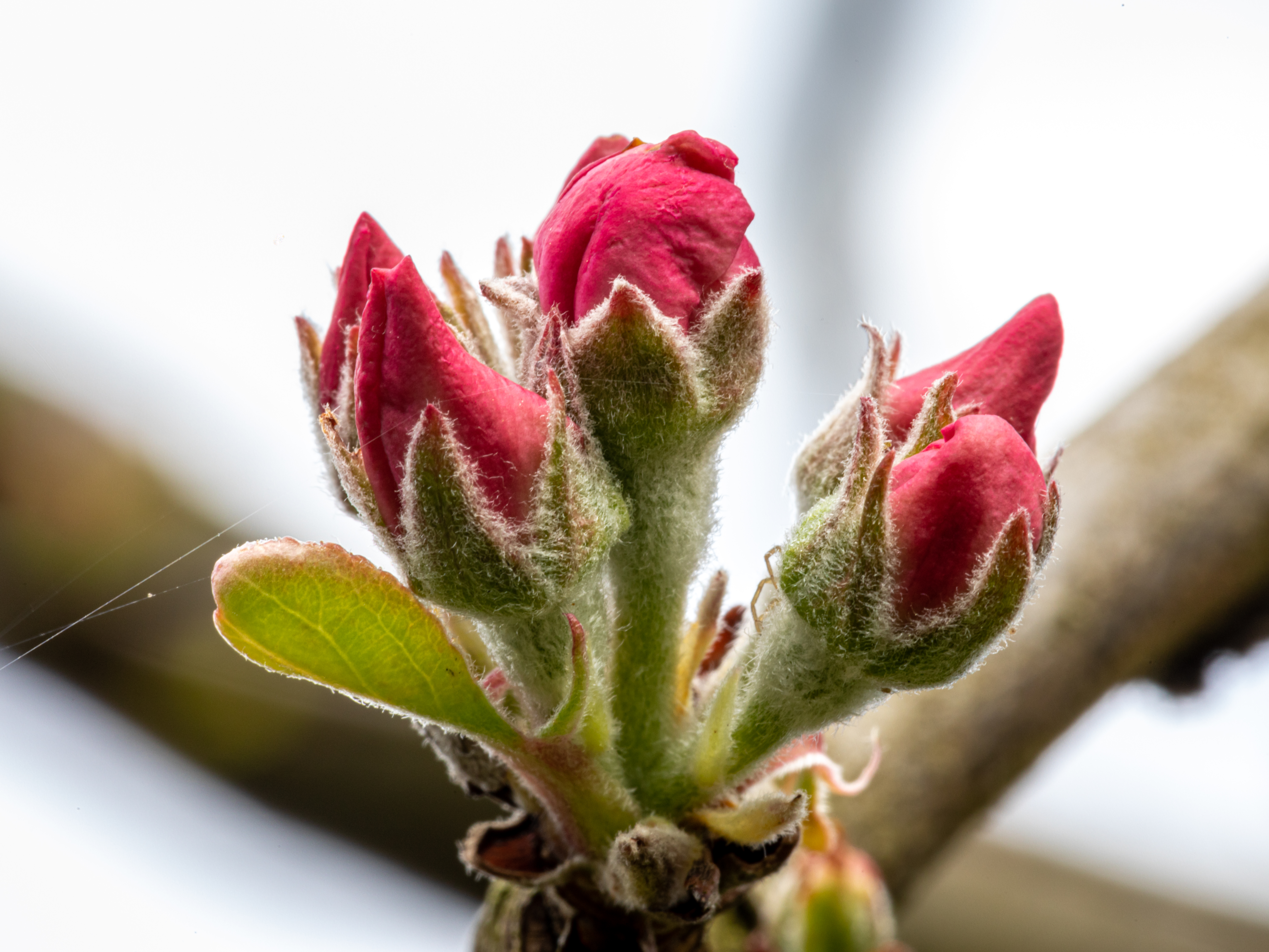
Knospen
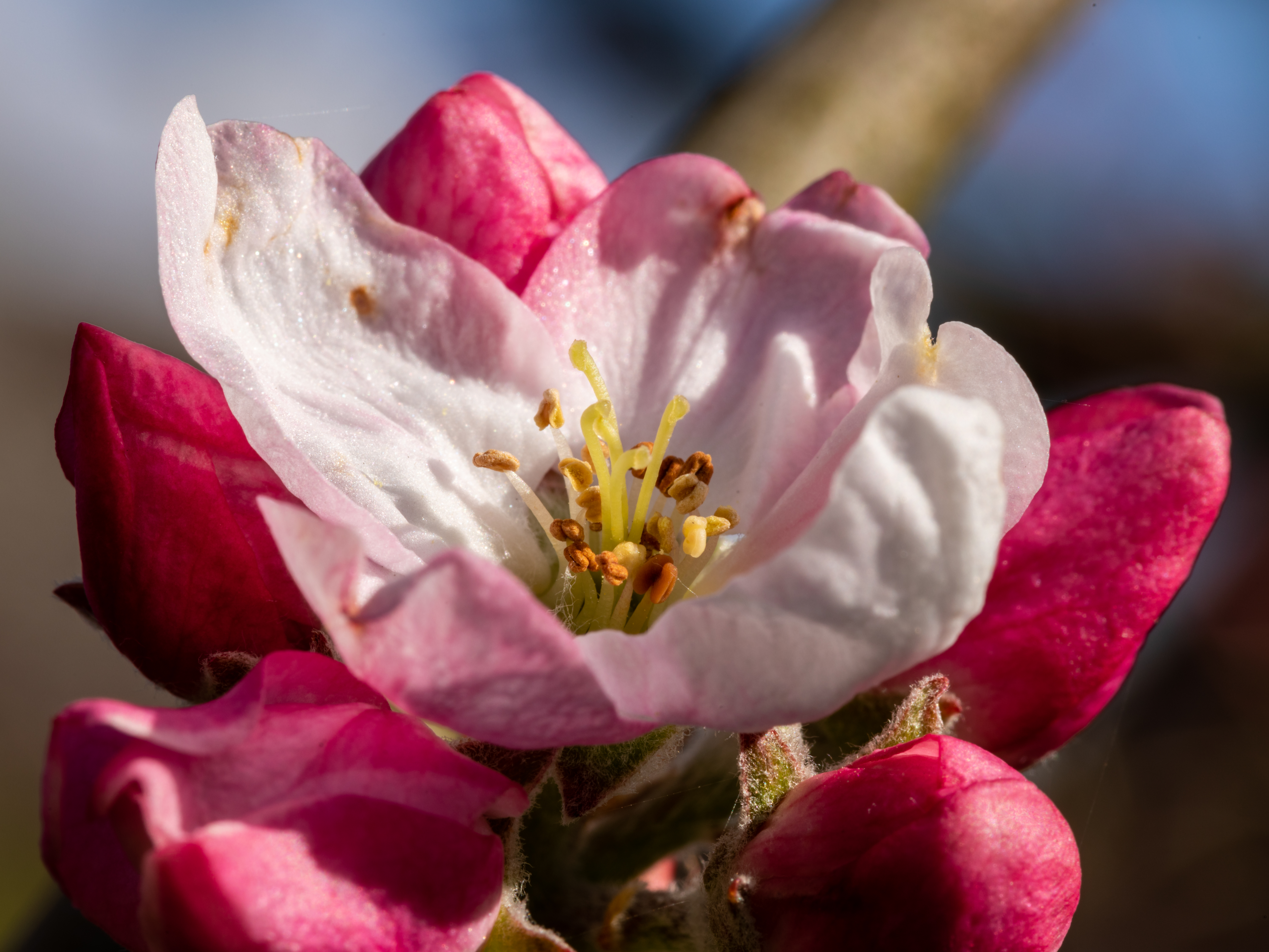
Knospen und Blüte
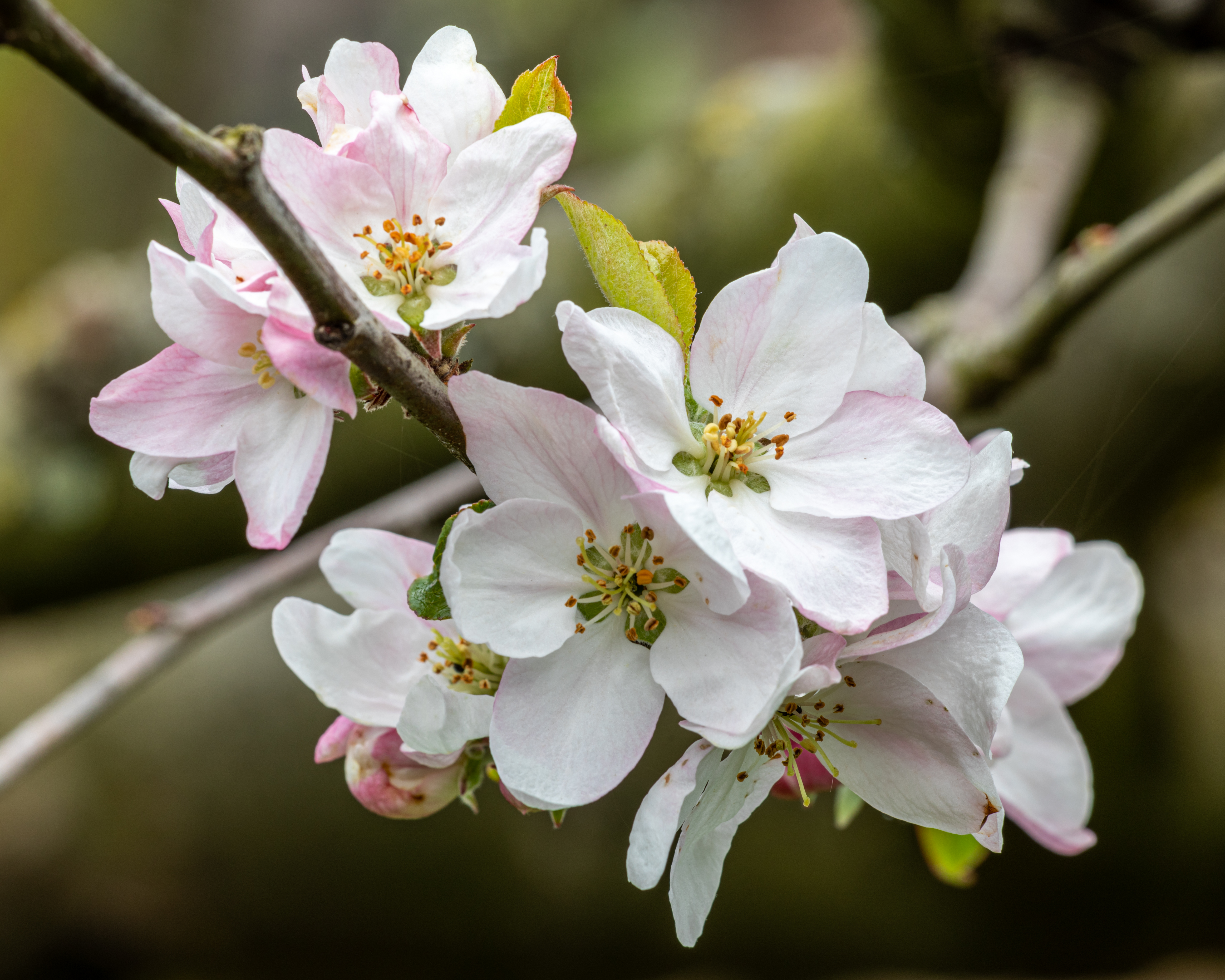
Blütenstand
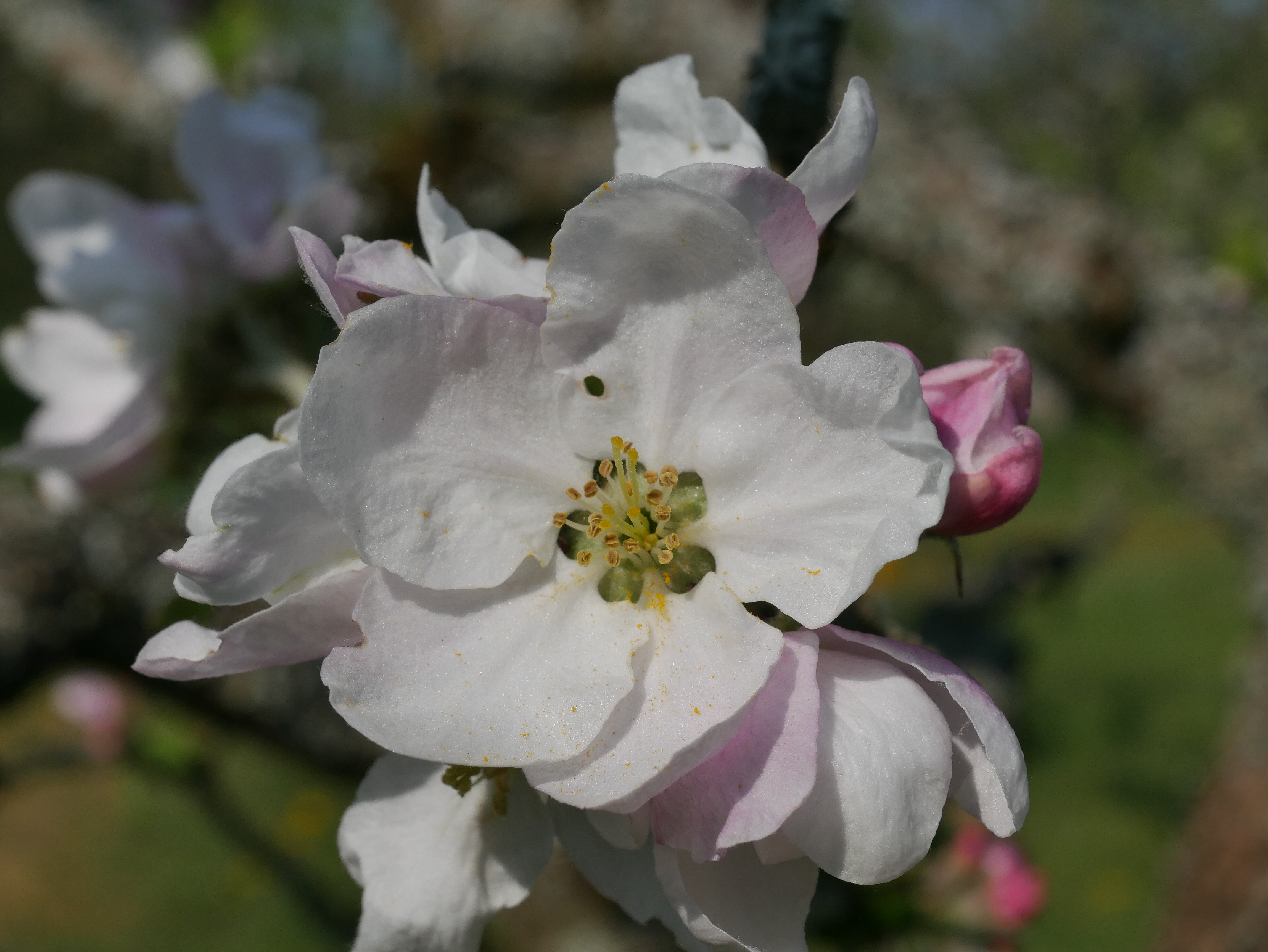
Einzelblüte
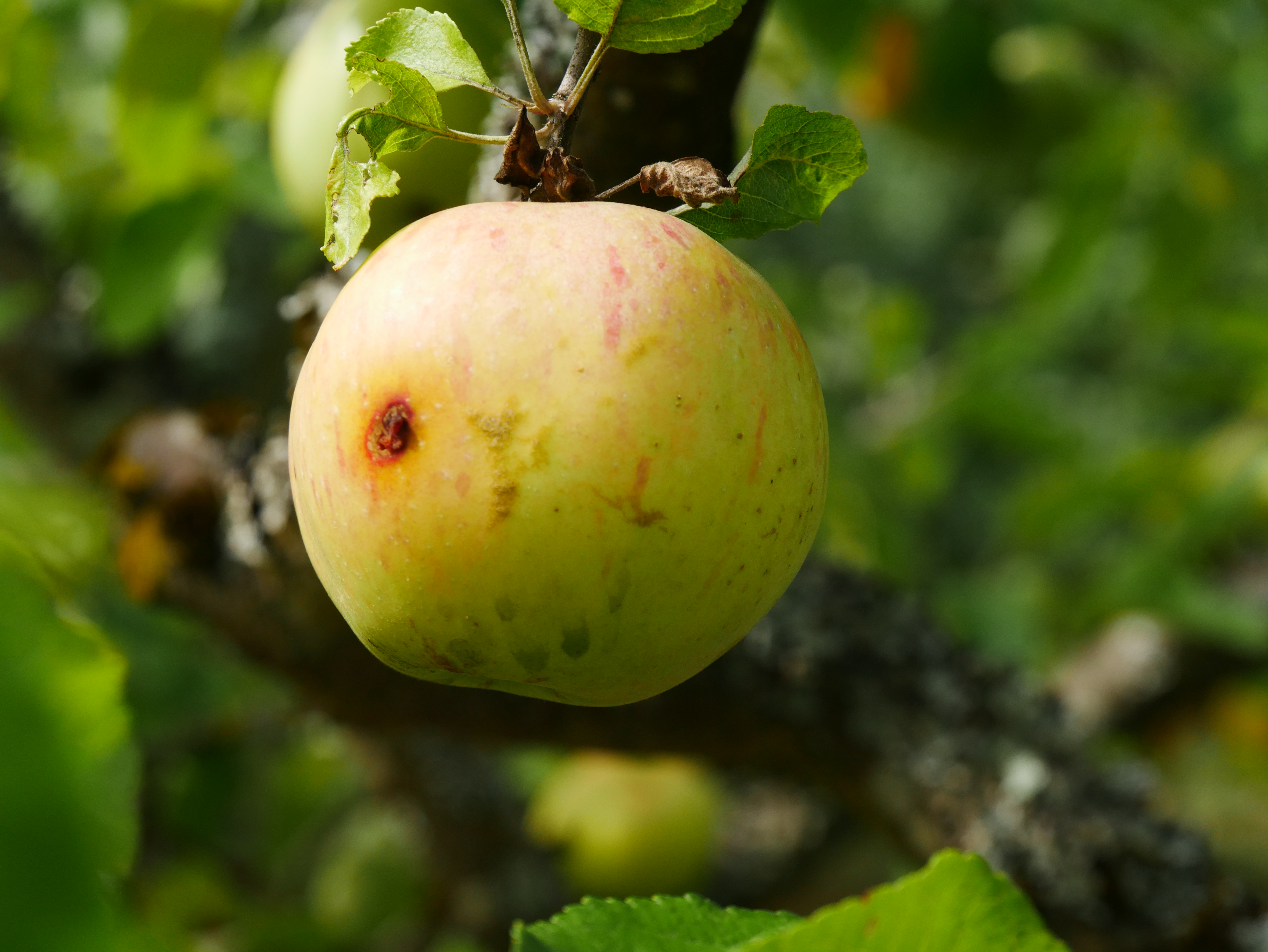
Frucht am Baum
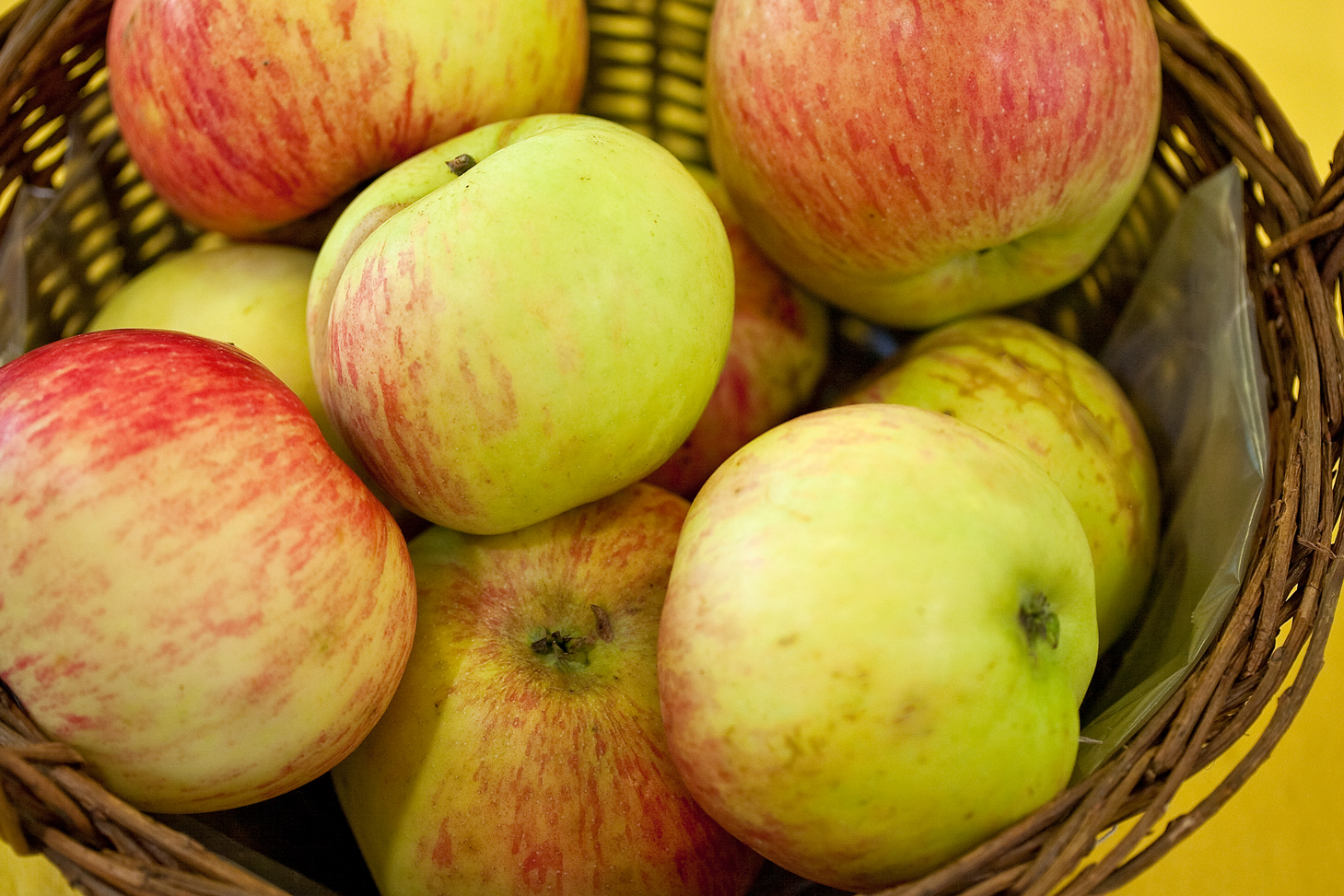
Geerntete Äpfel
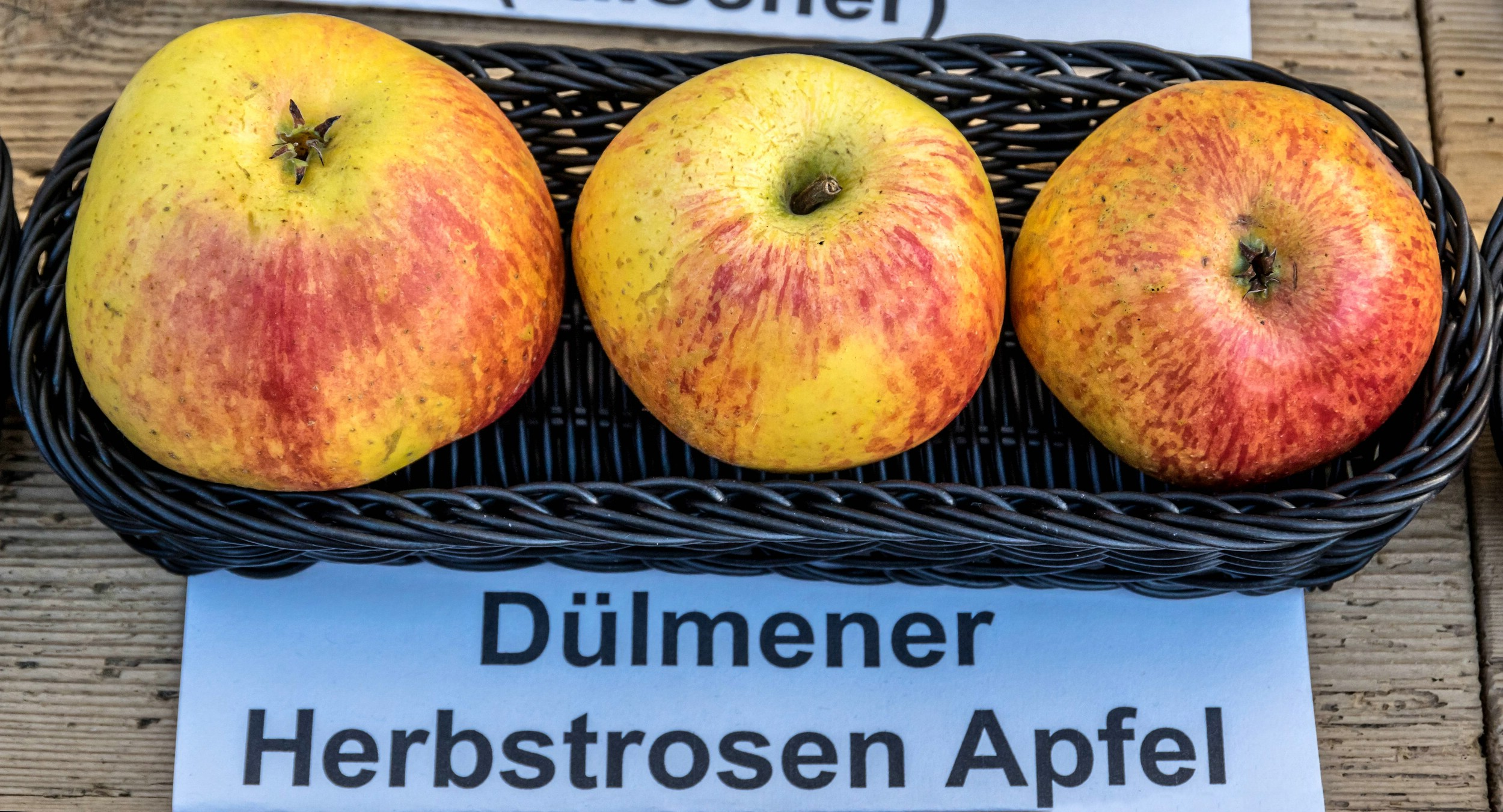
Ansicht der Frucht

Bei Petzold findet sich diese Darstellung:
„Der mittelstarkwüchsige Baum bildet schräg aufrechte Leitäste aus, die sich später neigen oder hängen. Die Krone ist bei größeren Bäumen breitrund ausladend und bei Niederstämmen pyramidal. Die Sorte ist anfällig gegen viröse Flachästigkeit, aber sehr widerstandsfähig gegen Schorf, Blut- und Blattläuse. Die Blütezeit ist nur kurz anhaltend. Die Blüten entwickeln sich endständig an Kurztrieben oder seitlich an ein- und zweijährigem Langtrieben und sind weitgehend frostfest. Die mittel bis große Frucht wird 83 mm breit und 68 mm hoch und erreicht ein Gewicht von 195 Gramm. Die glatte, fettige und mürbe Schale ist gelbgrün bis rötlichgelb gefärbt und mit leichten dunkelroten Streifen versehen. Das weißgelbliche Fruchtfleisch ist locker, feinzellig, saftig, harmonisch süßsäuerlich und feinaromatisch. Die Pflückreife beginnt Mitte September. Die Genussreife reicht von September bis Dezember. Der Apfel ist lagerfähig und für Frischverzehr und häusliche Verarbeitung geeignet.“
Ingenieur Bröser beschreibt die Sorte (vermutlich in Zusammenarbeit mit Eduard Lucas) wie folgt:
„(…) Die Frucht ist groß bis sehr groß und erreicht bei 400 m NN einen Umfang von bis zu 29 cm. In Form und Farbe ist die Frucht dem Gravensteiner Apfel sehr ähnlich. Der geschlossene Kelch liegt recht flach. Die Breitenachse ist meist größer als die Höhenachse. Die Stielhöhe (gemeint ist wohl die Stielhöhle) ist von geringer Tiefe, der Stiel meist kurz. In der Baumreihe ist die Frucht sattgelb gefärbt. Sonnenseits zeigt sie sich wenig gerötet und nur selten berostet. Insgesamt hat der Apfel bereits am Baum ein leckeres Aussehen. Das Fruchtfleisch ist gelblich-weiß, sehr saftig und von feinwürzigem Geschmack. Nach kurzer Lagerung von zwei bis drei Wochen tritt die Genussreife ein. Es handelt sich um eine Vorwinter-Frucht, die nicht über den Dezember hinaus gelagert werden sollte, da sonst ein Geschmacksverlust eintritt. Die Sorte wächst kräftig und gesund. Auf Wildlingsunterlagen ist ein früher und regelmäßiger Fruchtansatz zu erwarten. Die Früchte bilden sich vorzugsweise eher im inneren der Krone, während außen ein kräftiges Wachstum der jungen Triebe stattfindet. Pflanzliche und tierische Schädlinge meiden den Baum, selbst den Läusen ist er zu derb. Auf der Wildlingsunterlage (gemeint ist wohl die Sämlingsunterlage; Anm. d. Autors) entwickelt sich eine starke Pyramiden-Krone, die erst im 7. oder 8. Standjahr Früchte trägt. Zur Erziehung auf einem Halbstamm bietet sich ein mäßiger Rückschnitt alle drei bis vier Jahre an. Der Baum ist resistent gegen den Rostpilz. Da es sich nicht um einen Dauerapfel (Lagerapfel, Anm. d. Autors) handelt, ist der Plantagenanbau nicht zu empfehlen (…)“
Aus heutiger Sicht ist die Beschreibung Brösers gut nachvollziehbar. Die Veredlung auf Sämlingsunterlagen ist, außer im Streuobstanbau, heute nicht mehr üblich. Stattdessen sorgen Typen-Unterlagen wie M 9, M 26 oder MM 106 für ein reguliertes Wachsen, frühen und regelmäßigen Fruchtansatz sowie große und gleichmäßige Früchte bei geringem Kronenvolumen.